# Lewis (seizoen 3)
Het derde seizoen van Lewis liep van 22 maart 2009 tot en met 12 april 2009 en bevatte vier afleveringen. 

## Rolverdeling
- Kevin Whately - inspecteur Robert Lewis
- Laurence Fox - rechercheur James Hathaway
- Rebecca Front - chief superintendent Jean Innocent
- Clare Holman -  patholoog-anatoom Laura Hobson

## Afleveringen
| Nr. | Aflevering | Titel                  | Regisseur        | Schrijver   | Selectie gastrollen | Uitzenddatum  |  |
| --- | ---------- | ---------------------- | ---------------- | ----------- | --- | ------------- |  |
| 9 | 1          | Allegory of Love       | Bill Anderson    | David Pirie | Katia Winter - Marina Hartner Tom Mison - Dorian Crane Olly Alexander - Hayden Wishart Cara Horgan - Alice Wishart Adrian Lukis - Jem Wishart Art Malik - professor Hamid Jassim James Fox - professor Norman Deering         | 22 maart 2009 |  |
| Een Tsjechisch barkeepster vermoord met een antieke Perzische spiegel, die wordt stukgeslagen op haar hoofd. Lewis en Hathaway gaan op onderzoek uit. De moord lijkt op een gebeurtenis in een fantasyroman dat geschreven is door de lokale auteur Dorian Crane. Wanneer een andere inwoonster van Oxford wordt bedreigd, vermoedt Lewis dat het eerste slachtoffer niet het doelwit was maar deze inwoonster. Het onderzoek wordt complex als Crane ook vermoord wordt gevonden, dit door een zwaard uit de universiteit. |            |                        |                  |             | |               |  |
| 10 | 2          | The Quality of Mercy   | Bille Eltringham | Alan Plater | Bryan Dick - Phil Beaumont Jo Herbert - Sally Ronan Vibert - Simon Monkford Daisy Lewis - Emma Golding Sonya Cassidy - Alison Maureen Beattie - professor Denise Gregson Nicholas Pritchard - professor James Alderson        | 29 maart 2009 |  |
| Tijdens de generale repetitie van The Merchant of Venice wordt de acteur die Shylock speelt vermoord door een messteek. Lewis en Hathaway gaan op onderzoek uit en moeten zich door een lange lijst van verdachten worstelen, dit terwijl een tweede moordslachtoffer valt. Ondertussen doet Hathaway een schokkende ontdekking. |            |                        |                  |             | |               |  |
| 11 | 3          | The Point of Vanishing | Maurice Phillips | Paul Rutman | Ophelia Lovibond - Jessica Rattenbury Julian Wadham - Tom Rattenbury Jenny Seagrove - Cecile Rattenbury Ben Aldridge - Daniel Rattenbury Danny Midwinter - Steven Mullan Dougal Irvine - Alex Hadley Zoe Boyle - Hope Ransome | 5 april 2009  |  |
| Wanneer een man doodgeslagen in zijn bad wordt gevonden gaan Lewis en Hathaway op onderzoek uit. Het slachtoffer wordt geïdentificeerd als een religieuze fanatiekeling die net vrij is uit de gevangenis, waar hij vastzat voor de moordpoging op Tom Rattenbury. Tijdens deze poging raakte de dochter van Tom gedeeltelijk verlamd. Het onderzoek wijst dan uit dat het slachtoffer van identiteit was verwisseld met zijn huisgenoot. Nu moeten Lewis en Hathaway zien te ontdekken of de moordenaar de goede persoon te pakken had, en wie de moordenaar is. |            |                        |                  |             | |               |  |
| 12 | 4          | Counter Culture Blues  | Bill Anderson    | Nick Dear   | Perdita Weeks - Kitten Trevor Byfield - Bone Joanna Lumley - Esmé Ford Simon Callow - Vernon Oxe David Hayman - Richie Maguire Jessica Manley - Jo Nick Malinowski - eerwaarde Armstrong                                      | 12 april 2009 |  |
| Lewis en Hathaway worden opgeroepen na een klacht van geluidsoverlast, de veroorzaker blijkt een bekende rockster te zijn, de hoofdzanger van de vroegere band Midnight Addiction. Lewis is verheugd hem te ontmoeten, aangezien hij een grote fan was in hun glorietijd. Later komt Esme Ford ten tonele, zij was ook zangeres van de band en verdween lang geleden van de aardbodem. Iedereen ging er toen van uit dat zij zelfmoord had gepleegd, de verrassing is dan ook groot nu zij weer terug is. Wanneer het vermoorde lichaam van een tiener wordt gevonden gaat het onderzoek weer richting de band, helemaal als er ook verschillende bandleden vermoord wordt. Lewis ontdekt dat Esme niet is wie zij beweert te zijn, en maakt haar hierbij een hoofdverdachte. |            |                        |                  |             | |               |  |